# Георги Фингов
Георги Димитров Фингов е български архитект, проектирал голям брой обществени, училищни и жилищни сгради, главно в София и Пловдив. Той е сред първите архитекти в България, използвали елементи на сецесион, главно като орнаменти в сградите. Архитектът Димитър Фингов е негов син.

## Биография
Георги Фингов е роден на 26 май 1874 година (нов стил) в Калофер в семейството на учителя Димитър Фингов. През 1892 г. завършва Пловдивската мъжка гимназия, а през 1897 г. – архитектура във Виена при професорите К. Кьониг и К. Майредер, на когото е асистент до 1898 г. След завръщането си в България работи известно време в Пловдив, през 1902 г. оглавява архитектурното отделение на общината в София, а след това работи върху княжеските дворци като служител на министерството на обществените сгради под ръководството на арх. П. Момчилов. В 1903 г. става член-основател на дружество „Съвременно изкуство“. Завършената през 1904 г. къща на д-р Функ (на ъгъла на бул. „Дондуков“ и „Васил Левски“) се смята за първата сграда в столицата в актуалния в началото на XX век архитектурен стил сецесион. През 1906 година напуска държавната си служба и през следващите години реализира по-голямата част от проектите си, част от тях съвместно с архитектите Кирил Маричков, Никола Юруков, Димо Ничев, Георги Апостолов като е създал последователно три архитектурно бюра – Фингов & Маричков (1902 – 1910), Фингов & Ничев & Юруков (1911 – 1919) и Фингов & Ничев & Апостолов (1919 – 1928). Учреденото през 1911 г. съдружие печели общински търг за строителство на училища в София. Преди края на следващата годинa проектите и документацията за строителството на 8 сгради са окомплектовани и се минава към тяхната реализация. През 1929 г. като гаранти на фалиралия от земетресението предприемач Н. Шурупов, Фингов и Ничев са разорени и разпродават имуществото си.  Фингов става първият председател на БИАД и многократно е избиран в ръководството му. През 1938 г. обаче престава да практикува официално професията си, след като изпада в затруднено финансово състояние в резултат на неуспешни търговски операции. Заедно със сина си, който е завършил архитектура в Германия, работи  в следващите години. През 1943 г. в депресивно състояние, Фингов унищожава целия си архив.
Със съпругата си Райна имат син – Димитър Фингов,  архитект, и дъщеря Милка. Милка Фингова завършва международно право в Мюнхен и се омъжва за музиканта проф. Зигфрид Мюлер, загинал в съветски плен. Дъщеря ѝ Барбара е една от забележителните български преводачки от и на немски език.
Георги Фингов загива по време на бомбардировките над София на 10 януари 1944 г. заедно с жена си Райна, когато ударена от бомба сграда рухва върху скривалището, където са потърсили убежище.

## Памет
На архитект Георги Фингов е наречена улица в квартал „Симеоново“ в София (Карта).

## Проекти
Кариерата на Фингов започва с успешното участие през 1898 г. в конкурса за български павилион на Международното изложение в Париж. През най-активните години той работи в съдружие , така че значителната част от неговите работи са съвместни реализации с с други архитекти. Дейността му е съсредоточена главно в София, но има и проекти осъществени в други градове. Такива са сградите на банка „Напредък“ в Плевен, „Модерен театър“ в Свищов, театър казино „Елена и К. Аврамови“ във Велико Търново, кинотеатър и мъжка гимназия в Златица, митницата и пристанищното управление в Бургас., Френски девически колеж (съвместно с Вълкович) и  Евангелска съборна църква, Сахат тепе в Пловдив и др. Името на арх. Фингов се свързва с повече от 100 обекта.

### Самостоятелни реализации
- 1902 Къща на инж. Тихолов,  ул. „Марин Дринов“
- 1906 Царска ловна вила в Бистрица, Чамкория и Ловна хижа в царска резиденция „Врана"
- Дворец Ситняково,
- 1907 Къща на арх. Фингов,  ул. „Шипка“ №38
- 1911 Печатница на застрахователно дружество „Балкан“ /съборена/
- 1923 Търговски дом, бул. „Витоша“/ ул. „Позитано“/ул. „Алабин“
- 1928 Германско застрахователно дружество „Орел“,  ул. „Алабин“/ул. „Граф Игнатиев“
- 1928 Банкова сграда, ул. „Сердика“ 1

### Фингов & Маричков (1902 – 1910)
- 1903 Къща на Адолф Функ, бул. „Дондуков“ № 59  /бул. „Васил Левски“ (сега Алианс България)
- 1905 Къща на генерал Ботев,  ул. „Шипка“ 23
- 1905 Къща на Дренкова,  ул. „Сан Стефано“
- 1906 Трета софийска мъжка гимназия, днес 18 СОУ „Уилям Гладстон“, ул. „Пиротска“ №68 Мъжка гимназия
- 1907 Стопанско училище „Мария Луиза“, (Музей на МВР), ул. „Лавеле“ №30 / ул. „Алабин“
- 1907 Къща на генерал „Паприков“,  ул. „Кракра“
- 1907 Къща на Смедовски, ул. „Шипка“ № 44
- 1908 Къща на Горгас, ул. „Шипка“ № 10
- 1908 Дирекция на БДЖ,  ул. „Раковска“/ул. „Ив. Вазов“
- 1908 Първа софийска прогимназия „Христо Ботев“, днес 134 СОУ „Димчо Дебелянов“, ул. „Пиротска“ №78
- 1912 Пета софийска прогимназия „Антим I“, днес 129 ОУ „Антим I“  ул. „Султан тепе“ №1

### Фингов & Ничев & Юруков (1911 – 1919) и Фингов & Ничев & Апостолов (1919 – 1928)
- Сградата на Трета прогимназия (съвместно с Димо Ничев и Никола Юруков);
- Основно училище „Георги Раковски“ в Лозенец (съвместно с Димо Ничев и Никола Юруков);
- Основно училище „Йосиф Ковачев“ (съвместно с Димо Ничев и Никола Юруков);
- Основно училище „Константин Фотинов“ (съвместно с Димо Ничев и Никола Юруков);
- Основно училище „Екзарх Йосиф“ (съвместно с Димо Ничев и Никола Юруков);
- 20-о училище „Тодор Минков“   (съвместно с Димо Ничев и Никола Юруков);
- 38 Основно училище „Васил Априлов“, ул. „Шипка“ 40, София (1912);
- Софийска търговско-индустриална камара, по-късно Деспред, днес централно управление на СИБАНК, ул. „Славянска“ №2 (1912; съвместно с Димо Ничев и Никола Юруков);
- Чиновническо кооперативно застрахователно дружество, по-късно Издателство „Техника“, бул. „Цар Освободител“ (1912; съвместно с Димо Ничев и Никола Юруков);
- Чиновническото застрахователно дружество „Феникс“ (1912; съвместно с Димо Ничев и Никола Юруков);
- Търговска банка (1912; съвместно с Димо Ничев и Никола Юруков);
- Френско-българска банка (по проект на Димо Ничев);
- Софийска банка, днес централно управление на Банка ДСК, в София, ул. „Московска“ №19 (1914; съвместно с Димо Ничев и Никола Юруков).

## Галерия
- 18-о СОУ „Уилям Гладстон“
- Къщата на Адолф Функ
- 20-о ОУ „Тодор Минков“
- Сградата на „Корпоративна търговска банка“ в София
- Къщата на Смедовски